# Estatic Fear
Estatic Fear ist eine Gothic-Metal-Band aus Österreich. 

## Geschichte
Estatic Fear wurde 1993 gegründet. 1994 bildete sich eine stabile Besetzung. Ihr erstes Album Somnium Obmutu wurde 1996 veröffentlicht. Die Aufnahme des aus zwei kurzen Instrumentalstücken und zwei langen Stücken bestehenden Albums wurde von einer Sängerin und einer Flötistin unterstützt. Fast drei Jahre später nahm Matthias Kogler, der früher unter dem Pseudonym Calix Miseriae auftrat, das zweite Album A Sombre Dance mit einigen Gastmusikern auf.

## Stil
Die Band wird dem Atmospheric Doom und Gothic Metal zugerechnet, wobei sie klassische und mittelalterlich anmutende Melodien mit Elementen des Gothic Metal kombinieren. Sie verwenden dabei Instrumente wie Laute, Flöte, Klavier und Cello.

## Diskografie
- Somnium Obmutum (1996; CCP Records)
- A Sombre Dance (1999; CCP Records)